# ゴンサロ・ベルトラノウ
- ゴンサロ・ベルトラノウ
- ゴンサロ・ベルタノウ

ゴンサロ・ベルトラノウ（Gonzalo Bertranou、1993年12月31日 - ）は、ユナイテッド・ラグビー・チャンピオンシップ、ドラゴンズに所属するラグビー選手。

## プロフィール
- アルゼンチン・メンドーサ出身。
- ポジションはスクラムハーフ(SH)。
- 身長 174cm、体重 72kg
- アルゼンチン代表キャップは47（2022年12月現在）でラグビーワールドカップ2019のアルゼンチン代表に選ばれた[1]

## 略歴
ハグアレス、ハグアレスXVを経て、2021年、ドラゴンズに加入